# Otero, Tây Ban Nha
Otero là một đô thị trong tỉnh Toledo, Castile-La Mancha, Tây Ban Nha. Dân số 183, diện tích 30 km², mật độ 6.1 người/km².